# Ледро
Лѐдро (на италиански: Ledro, на местен диалект: Lèder, Ледер) е община в Северна Италия, автономна провинция Тренто, автономен регион Трентино-Южен Тирол. Разположена е на 660 m надморска височина. Населението на общината е 5400 души (към 2015 г.).
Общината е създадена в 1 януари 2010 г. Тя се състои от шестте предшествуващи общини Пиеве ди Ледро, Бедзека, Кончеи, Молина ди Ледро, Тиарно ди Сопра и Тиарно ди Сото, които сега са най-важните центрове на общината. Административен център на общината е градче Пиеве ди Ледро (на италиански: Pieve di Ledro).